# ISBN

Egy ISBN vonalkódja.
A vonalkód reprezentálja a 13 számjegyű ISBN-t (például: ISBN 978-81-7525-766-5). A régi stílusú, 10 számjegyű ISBN 81-7525-766-0 a tetejére, a 13 számjegyű az aljára kerül. Mindkét szám ugyanazt a könyvet jelöli. (2007. január 1. óta a vonalkód fölött is a 13 jegyű ISBN-t kell feltüntetni.)

Az ISBN vagy ISBN-szám  (International Standard Book Number) 13 jegyű (a 2007. január 1. előtt kiadott könyveknél 10 jegyű) azonosítószám, a könyvek és egyéb monografikus jellegű művek (a részletes listát lásd az Alkalmazási köre szakaszban) nyilvántartására szolgáló nemzetközi szabványos számrendszerhez tartozó kód.

## Története
Az ISBN ötletét W. H. Smith vetette fel először 1965-ben, amikor könyvkereskedését egy számítógépekkel felszerelt raktárépületbe költöztette. 1966-ban készítették elő a Standard Book Numbering (SBN) elnevezésű rendszert, mely így 1967-ben bevezetésre kerülhetett az Egyesült Királyságban.
Az ISO tárgyalásokat kezdett 1968-ban Londonban Dánia, Franciaország, Németország, Írország, Hollandia, Norvégia, Nagy-Britannia, az Amerikai Egyesült Államok és az UNESCO megfigyelői részvételével a brit SBN rendszer nemzetközi bevezetéséről. 1969-ben a berlini és stockholmi ülések során született döntés az ISBN 1970-es nemzetközi bevezetéséről. Az ISBN lett az ISO 2108 szabvány.
Ezt a rendszert használta 2007. január 1-jéig közel 150 ország, amikor az ISBN számjegyeinek számát 10-ről 13-ra emelték.

### ISBN Magyarországon
Magyarország 1974 óta tagja az ISBN rendszernek, országkódja 963 és – 2010-től – 615.
Az azonosítót az Országos Széchényi Könyvtárban működő Magyar ISBN Iroda osztja ki. Az új 13 jegyű ISBN bevezetésének részleteiről a Könyvtári Intézet honlapján a Szabványok… pont alatt lehet tájékozódni.

## Alkalmazási köre
A következő kiadványok kaphatnak ISBN-t:
- Nyomtatott könyvek, brosúrák;
- Braille kiadványok;
- Térképek;
- Oktatási célú video- és diafilmek, szoftverek;
- Kazettán, CD-n vagy DVD-n kiadott hangoskönyvek;
- Elektronikus kiadványok, akár fizikai hordozón, akár online hozzáféréssel;
- Multimédiás kiadványok, amennyiben a tartalom túlnyomó része szövegalapú.

A következőkre nem szabad ISBN-t kiutalni:
- Időszaki kiadványok egésze[5] (ezek ISSN-t kaphatnak);
- Hangfelvételek és kották (utóbbiakat ISMN-nel lehet ellátni);
- Maga a szöveges mű mint szellemi termék;[6]
- Címlap és szöveges tartalom nélküli művészeti nyomatok, képeskönyvek, kifestők;
- Személyes dokumentumok, pl. szakmai önéletrajzok;
- Rövid életű (efemer) nyomtatványok, mint például naplók, naptárak, noteszek, reklám- és hirdetési anyagok, üdvözlőkártyák, képeslapok stb.
- Faliképek, tablók;
- Elektronikus hirdetőtáblák;
- Nem oktatási célú video- és diafilmek, szoftverek;
- Játékok.

## Áttekintés
Az ISBN első számcsoportja a GS1 által kinevezett 978 vagy 979 előtag; a második számcsoport a könyv származási országára vagy nyelvére utal, a harmadik a könyvkiadót jelöli, a negyedik a könyv azonosítására, az ötödik (ez csak egy számjegyből áll) az egész számsor matematikai ellenőrzésre szolgál. Az ISBN-ekhez automatikusan hozzárendelhető a hasonlóan szabványos, gépek által leolvasható vonalkód is. (A 979-es előtag 2008-as bevezetése érintette az ISMN rendszerét, amelyek a 979-0 számcsoportba kerültek.)
A könyvsorozatokat és az időszaki kiadványokat ún. ISSN (International Standard Serial Number) számmal azonosítják. Ez kétszer négy, egymástól kötőjellel elválasztott számcsoportból áll, amelyek az ISBN-nel szemben nem bírnak jelentéssel (nem utalnak országra vagy kiadóra).
Az ISBN – és sorozatok esetén az ISSN – feltüntetése a könyvben kötelező, ezek jellemzően a copyright- vagy a kolofonoldalra kerülnek. A mindig nagybetűkkel írandó ISBN/ISSN mozaikszavakat követő számcsoportokat kötőjelek vagy szóközök választják el egymástól.
Egy könyv mindegyik kiadása és változata (kivéve az utánnyomást) egyedi ISBN azonosítót kap. A szám lehet 13 vagy 10 (2007. január 1. előttiek) számjegyű, és az alábbi részekből áll:
1. ha 13 számjegyű ISBN, akkor egy GS1 prefix, 978 vagy 979,
2. a származási ország vagy egy nyelvi területet jelölő kód,
3. a kiadó,
4. a termék száma, és
5. egy ellenőrző karakter.

A különböző részek különböző hosszúságúak lehetnek, kötőjellel elválasztva. A jelenleg érvényes, 2006-ban megjelent ISBN Útmutató szerint „az ISBN öt számcsoportból áll, melyek közül az elsőnek és az utolsónak a hosszúsága kötött, a középső háromé változó. A számcsoportokat kötőjel választja el egymástól.” (A szóköz is megengedett tagolókarakter.)
Ha a GS1 prefix 978, akkor a második számcsoport 0 vagy 1 az angol anyanyelvű országokban, 2 a francia, 3 a német, 4 a japán, 5 az orosz anyanyelvű országokban stb. Az eredeti SBN-ből hiányzott az országazonosító, de eléírva egy 0-t a 9 számjegyű SBN helyes ISBN kóddá alakul át. Az országmező legfeljebb 5 karakter hosszú lehet, és egy ország több tartományt is kaphat. Példa: Bhután a 99936-os és a 99980-as tartományt is használja.
A kiadó azonosítóját a helyi ISBN ügynökség állapítja meg. A termékszámot vagy maga a kiadó, vagy szintén az ügynökség adja ki. (Magyarországon jelenleg ez utóbbi a gyakoribb.) Nem kötelezhető minden kiadó hogy ISBN azonosítót rendeljen kiadványaihoz - mint például Kína –, mert az ISBN-re vonatkozó szabvány (MSZ ISO 2108:2005) alkalmazása önkéntes, de a legtöbb könyvesbolt csak ISBN azonosítóval ellátott kiadványt hajlandó forgalmazni.
A kiadók kiadói azonosítókat (más néven kérelmezőelemeket) kapnak. Minél rövidebb a kérelmezőelem, annál több karakter marad a kiadványok azonosítására. Így megeshet, hogy egy kisebb kiadó például 5 karakteres értelmezőelemet kap, de csak 1 karakteres termékazonosítót. Ha egy kérelmezőelem betelik, újat lehet igényelni. Ebből következően több különböző azonosító jelölheti ugyanazt a kiadót.
Egyedi ISBN számot kap az alkalmilag megjelent könyv (például a szerzői kiadás). A kérelmezőelem ilyenkor nem a kiadót azonosítja, hanem egy erre a célra fenntartott külön – gyűjtőszámnak nevezett – számblokkból származik.

| Kérelmezőelem-tartomány | Felhasználható ISBN-ek mennyisége |
| ----------------------- | --------------------------------- |
| 00–19                   | 10 000                            |
| 200–699                 | 1000                              |
| 7000–8499               | 100                               |
| 85000–89999             | 10                                |
| 9000–9999               | 100                               |

| Kérelmezőelem-tartomány | Felhasználható ISBN-ek mennyisége |
| ----------------------- | --------------------------------- |
| 00–09                   | 10 000                            |
| 100–499                 | 1000                              |
| 5000–7999               | 100                               |
| 80000–89999             | 10                                |

Az ISBN-nel a Wikipédia is automatikusan hivatkozza, és így kereshetővé teszi a könyveket. Például a könyvekről szóló egyik fontos kézikönyv hivatkozása ekképpen készíthető el: Febvre, Lucien – Martin, Henri-Jean: A könyv születése, Osiris, 2005 (ISBN 963-389-831-5). A példában szereplő ISBN első három jegye (963) Magyarországra utal.

## Az ellenőrző karakter
Számos irányelv létezik az ellenőrző karakter használatáról az ipar és a könyvtárak között. A kiadók olykor elfelejtik ellenőrizni az általuk kiadott kiadvány ISBN-jének érvényességét, ezzel nehéz helyzetbe hozva a könyvtárakat, könyvesboltokat és az olvasókat.
A legtöbb könyvtár és könyvesbolt a kiadó által helytelenül megadott ISBN-t használja. A Library of Congress (USA nemzeti könyvtára) egy listát tart nyilván a hibás ISBN-nel megjelent könyvekről.
Néhány könyvrendelő rendszer, mint például az Amazon.com, nem kereshető érvénytelen ISBN-nel.

### Számítása a 10 számjegyű ISBN esetén
Hivatalos kézikönyvében a Nemzetközi ISBN Ügynökség a 10 számjegyű ISBN ellenőrző karakterét – ami a kód utolsó karaktere – a számjegyek 10-től 2-ig történő súlyozásával számolja. Ez azt jelenti, hogy mind a kilenc számjegyet megszorozzák egy 10 és 2 közötti szorzóval, majd ezek összegét kiegészítik a legkisebb olyan számra, ami maradék nélkül osztható 11-gyel. A kiegészítés lesz az ellenőrző karakter.
A fenti módszerre példa, ha az első kilenc karakter "0-306-40615":
```
 
 10×0 + 9×3 + 8×0 + 7×6 + 6×4 + 5×0 + 4×6 + 3×1 + 2×5
= 
 
0
 
 + 
 
27
 
 + 
 
0
 
 + 
 
42 + 
 
24 + 
 
0
 
 + 
 
24 + 
 
3
 
 + 
 
10
= 130
11 legközelebbi többszöröse: 12×11 = 132
132 - 130 = 2
```

Tehát az ellenőrző karakter a 2, és a teljes számsor az ISBN 0-306-40615-2.
A másik módszer szerint a számjegyeket megszorozzák a számjegy pozíciójával a számsorban (ez egy 1-9 közötti érték), majd ezek összegét elosztják az egész számok halmazán 11-gyel. A maradék lesz az ellenőrző karakter.
A fenti módszerére példa, ha az első kilenc karakter "0-306-40615":
```
 
 1×0 + 2×3 + 3×0 + 4×6 + 5×4 + 6×0 + 7×6 + 8×1 + 9×5
= 
 
0
 
 + 
 
6
 
 + 
 
0
 
 + 
 
24 + 
 
20 + 
 
0
 
 + 
 
42 + 
 
8
 
 + 
 
45
= 145
= 13×11 + 2
```

Tehát az ellenőrző karakter a 2, és a teljes számsor az ISBN 0-306-40615-2.
Mélyebb matematikai magyarázat: látható, hogy a 10 számjegyű ISBN ellenőrző karakterét a számjegyek skaláris szorzataként számoljuk. (1,2,3,4,5,6,7,8,9) × (x,x,x,x,x,x,x,x,x) mod 11 = ellenőrző karakter.
A két leggyakoribb hiba az ISBN használatakor (például gépeléskor vagy íráskor) a hasonló vagy egymás mellett álló számjegyek felcserélése. Mivel a 11 prímszám, az ISBN ellenőrző karakter számítási módszere minden esetben jelzi az említett két hibát. Ha a hiba a kiadónál keletkezik, a könyvet hibás ISBN azonosítóval is kiadhatják.

### Számítása a 13 számjegyű ISBN esetén
A Nemzetközi ISBN Ügynökség hivatalos 2005-ös kézikönyve tartalmazza a 2007. január 1-jétől használandó 13 számjegyű ISBN azonosítók ellenőrző karakterének számítási módszerét.
Az ellenőrző karakter számításához először mind a 12 számjegyet (13 karakteres ISBN, kivéve az utolsó ellenőrző karakter) eggyel vagy hárommal kell megszorozni. Ezeknek összege elosztandó 10-zel, mely művelet során egy egész számot, valamint az osztás maradékát kapjuk. Ezt a maradékot kivonva 10-ből áll elő az ellenőrző karakter. Ha 10 az eredmény, akkor 0 használandó.
Például, a 978-0-306-40615-__ számítása:
```
 
 9×1 + 7×3 + 8×1 + 0×3 + 3×1 + 0×3 + 6×1 + 4×3 + 0×1 + 6×3 + 1×1 + 5×3
= 
 
9
 
 + 
 
21 + 
 
8
 
 + 
 
0
 
 + 
 
3
 
 + 
 
0
 
 + 
 
6
 
 + 
 
12 + 
 
0
 
 + 
 
18 + 
 
1
 
 + 
 
15
= 93
93 / 10 = 9 maradék 3
10 – 3 = 7
```

Tehát az ellenőrző karakter a 7, és a teljes számsor az ISBN 978-0-306-40615-7.
A 978-0-356-42615-__ számítása:
```
 
 9×1 + 7×3 + 8×1 + 0×3 + 3×1 + 5×3 + 6×1 + 4×3 + 2×1 + 6×3 + 1×1 + 5×3
= 
 
9
 
 + 
 
21 + 
 
8
 
 + 
 
0
 
 + 
 
3
 
 + 
 
15 + 
 
6
 
 + 
 
12 + 
 
2
 
 + 
 
18 + 
 
1
 
 + 
 
15
= 110
110 / 10 = 11 maradék 0
10 – 0 = 10
10 cseréje 0-ra
```

Tehát az ellenőrző karakter a 0, és a teljes számsor az ISBN 978-0-356-42615-0.
Szemben a 10 számjegyű ISBN-nel, ez a rendszer nem minden esetben képes jelezni a helycserélési hibákat.

## Az ISBN és a könyvcenzúra Kínában
Az ISBN-t a könyvcenzúra eszközeként használják a Kínai Népköztársaságban. Minden könyvnek rendelkeznie kellett ISBN-nel, hogy a nyomda kinyomtathassa. Ezeket pedig az állami kiadók rendelték ki. Mindazonáltal, az 1990-es évek óta a cenzúra ezen formája kevésbé hatékonnyá vált, mivel az állami kiadóvállalatok, ahogy az állami támogatásukat megszüntették a többi állami tulajdonban lévő vállalathoz hasonlóan, jelenleg annak adják el az ISBN-eket, aki a legtöbbet kínál érte, a könyv tartalmára való tekintet nélkül.